# Domenico Berardi
Domenico Berardi (Cariati, Cosenza, 1 de agosto de 1994) es un futbolista italiano que juega de delantero en la U. S. Sassuolo Calcio de la Serie A de Italia.
En el año 2015 fue galardonado con el Trofeo Bravo como el mejor jugador joven del fútbol europeo.

## Trayectoria
Nacido en la ciudad de Cariati, sus padres son Adrian Crisostomo y Maria de Berardi. Comenzó su carrera como futbolista a los trece años de edad, cuando ingresó al equipo juvenil del Cosenza Calcio, más tarde, a los 16 años se marchó al Sassuolo. Hizo su debut en la Serie B el 27 de agosto de 2012 y anotó su primer gol a nivel profesional cinco días después.
El 2 de septiembre de 2013, la Juventus de Turín confirmó en su web oficial que Domenico Berardi había sido vendido al club turinés, en copropiedad como parte del traspaso de Luca Marrone —para entonces de la Juventus— al Sassuolo por 4,5 millones de euros, por el cual Sassuolo pagó con la mitad de la ficha de Berardi. Dicho acuerdo estipulaba que Berardi se quedaría en el Sassuolo por toda la temporada 2013-14.
El 12 de enero de 2014 anotó cuatro goles en un partido que terminó con victoria por 4-3 sobre el A. C. Milan, convirtiéndose en el segundo futbolista más joven en anotar cuatro goles en un mismo partido de Serie A (19 años), y el primero que le marca cuatro goles al Milan en un partido oficial. En el mercado de verano de 2015, el Sassuolo compró el otro 50% de su ficha que le había vendido a la Juventus a cambio de diez millones de euros.

## Selección nacional
Ha sido internacional con la selección de fútbol de Italia en 28 ocasiones. Debutó el 1 de junio de 2018 en un encuentro amistoso ante la selección de Francia que finalizó con marcador de 3-1 a favor de los franceses.

### Participaciones en Eurocopas
| Eurocopa                | Sede            | Resultado    |
| ----------------------- | --------------- | ------------ |
| Eurocopa Sub-21 de 2015 | República Checa | Primera fase |
| Eurocopa Sub-21 de 2017 | Polonia         | Semifinal    |
| Eurocopa 2020           | Europa          | Campeón      |

## Estadísticas

### Clubes
Actualizado al último partido jugado el 6 de abril de 2024.
| Club                           | Div.          | Temporada     | Liga  | Liga  | Liga   | Copas nacionales | Copas nacionales | Copas nacionales | Copas internacionales | Copas internacionales | Copas internacionales | Total | Total | Total  |
| Club                           | Div.          | Temporada     | Part. | Goles | Asist. | Part.            | Goles            | Asist.           | Part.                 | Goles                 | Asist.                | Part. | Goles | Asist. |
| ------------------------------ | ------------- | ------------- | ----- | ----- | ------ | ---------------- | ---------------- | ---------------- | --------------------- | --------------------- | --------------------- | ----- | ----- | ------ |
| U. S. Sassuolo Calcio · Italia | 2.ª           | 2012-13       | 37    | 11    | 5      | 2                | 0                | 0                | ―                     | ―                     | ―                     | 39    | 11    | 5      |
| U. S. Sassuolo Calcio · Italia | 1.ª           | 2013-14       | 29    | 16    | 6      | 1                | 0                | 0                | ―                     | ―                     | ―                     | 30    | 16    | 6      |
| U. S. Sassuolo Calcio · Italia | 1.ª           | 2014-15       | 32    | 15    | 10     | 2                | 0                | 0                | ―                     | ―                     | ―                     | 34    | 15    | 10     |
| U. S. Sassuolo Calcio · Italia | 1.ª           | 2015-16       | 29    | 7     | 6      | 2                | 0                | 0                | ―                     | ―                     | ―                     | 31    | 7     | 6      |
| U. S. Sassuolo Calcio · Italia | 1.ª           | 2016-17       | 21    | 5     | 9      | —                | —                | —                | 4                     | 5                     | 1                     | 25    | 10    | 10     |
| U. S. Sassuolo Calcio · Italia | 1.ª           | 2017-18       | 31    | 4     | 2      | 2                | 1                | 1                | ―                     | ―                     | ―                     | 33    | 5     | 3      |
| U. S. Sassuolo Calcio · Italia | 1.ª           | 2018-19       | 35    | 8     | 4      | 2                | 2                | 0                | ―                     | ―                     | ―                     | 37    | 10    | 4      |
| U. S. Sassuolo Calcio · Italia | 1.ª           | 2019-20       | 31    | 14    | 10     | 1                | 0                | 0                | ―                     | ―                     | ―                     | 32    | 14    | 10     |
| U. S. Sassuolo Calcio · Italia | 1.ª           | 2020-21       | 30    | 17    | 7      | —                | —                | —                | ―                     | ―                     | ―                     | 30    | 17    | 7      |
| U. S. Sassuolo Calcio · Italia | 1.ª           | 2021-22       | 33    | 15    | 15     | 1                | 0                | 0                | ―                     | ―                     | ―                     | 34    | 15    | 15     |
| U. S. Sassuolo Calcio · Italia | 1.ª           | 2022-23       | 26    | 12    | 7      | 1                | 1                | 0                | ―                     | ―                     | ―                     | 27    | 13    | 7      |
| U. S. Sassuolo Calcio · Italia | 1.ª           | 2023-24       | 17    | 9     | 3      | 1                | 0                | 0                | ―                     | ―                     | ―                     | 18    | 9     | 3      |
| U. S. Sassuolo Calcio · Italia | 2.ª           | 2024-25       | 24    | 5     | 12     | —                | —                | —                | —                     | —                     | —                     | 24    | 5     | 12     |
| U. S. Sassuolo Calcio · Italia | Total club    | Total club    | 375   | 138   | 101    | 15               | 4                | 1                | 4                     | 5                     | 1                     | 394   | 147   | 103    |
| Total carrera                  | Total carrera | Total carrera | 375   | 138   | 101    | 15               | 4                | 1                | 4                     | 5                     | 1                     | 394   | 147   | 103    |

### Tripletes
Actualizado al último disputado jugado el 12 de noviembre de 2021.
| 1 | 12 de enero de 2014     | MAPEI Stadium - Città del Tricolore, Sassuolo | Sassuolo – AC Milan  |  | 4 – 3 | Serie A 2013-14 |
| 2 | 1 de septiembre de 2019 | MAPEI Stadium - Città del Tricolore, Sassuolo | Sassuolo – Sampdoria |  | 4 – 1 | Serie A 2019-20 |

## Palmarés

### Campeonatos nacionales
| Título  | Club           | País   | Año     |
| ------- | -------------- | ------ | ------- |
| Serie B | U. S. Sassuolo | Italia | 2012-13 |
| Serie B | U. S. Sassuolo | Italia | 2024-25 |

### Campeonatos internacionales
| Título   | Club (*)            | Sede   | Año  |
| -------- | ------------------- | ------ | ---- |
| Eurocopa | Selección de Italia | Europa | 2020 |

(*) Incluyendo la selección.

### Distinciones individuales
| Distinción   | Año  |
| ------------ | ---- |
| Trofeo Bravo | 2015 |